# Manley Hot Springs
Manley Hot Springs – niewielka osada typu CPD położona w okręgu Yukon-Koyukuk w stanie Alaska. W 2010 roku jej populacja wyniosła 89 osób.

## Historia
W 1902 roku poszukiwacz, John Karshner odkrył na obszarze dzisiejszej osady kilka gorących źródeł i założył gospodarstwo. W tym samym roku amerykańska armia zbudowała tam stację telegraficzną, a teren stał się punktem usługowo-handlowym dla górników z Tofty i Eureki. Początkowo osada otrzymała nazwę Baker's Hot Springs, od pobliskiej miejscowości Baker Creek.
W 1903 roku otworzono zajazd Manley Roadhouse, którego właścicielem był Robert E. Lee, miejscowy naczelnik poczty. W 1907 r. górnik Frank Manley zbudował Hot Springs Resort Hotel. Był to czteropiętrowy budynek mieszczący czterdzieści pięć pokoi dla gości, bar, restaurację, bilard, kręgielnię, salon fryzjerski oraz kryty basen olimpijski ogrzewany gorącymi źródłami. Hotel posiadał także elektryczność i ciepłą wodę. Latem prywatna łódź przewoziła gości do hotelu z parowców kursujących po rzece Tanana, a w zimie podróż odbywała się dyliżansem z oddalonej o dwa dni drogi miejscowości Fairbanks. Niedługo potem nazwa osady została zmieniona na Hot Springs.
Dzięki hotelowi i działającym na tym terenie kopalniom, na początku XX wieku, osada bardzo dobrze się rozwijała. Pojawiły się sklepy, piekarnia, a nawet zaczęto wydawać gazetę. Liczba ludności w 1910 roku wynosiła ponad 500 osób. Jednak w 1913 r. hotel doszczętnie spłonął, a górnictwo zaczęło podupadać i do 1920 r. pozostało zaledwie 29 mieszkańców. W 1957 r. nazwę miejscowości zmieniono na Manley Hot Springs.
W 1959 r. ukończono budowę drogi łączącej osadę z Fairbanks, dzięki czemu można z niej korzystać przez cały rok, a nie tylko latem. W miejscowości działa również lotnisko Manley Hot Springs Airport.

## Demografia
Według spisu ludności z 2000 r. osada liczyła 72 osoby, 36 gospodarstw domowych i 19 rodzin. Gęstość zaludnienia wyniosła 1,3 osoby na km². Biali stanowili 73,61 procent, rdzenni mieszkańcy 23,61, a pozostali 2,78 procent.
Dzieci poniżej osiemnastego roku życia stanowiły 19,4 procent populacji, osoby od 18 do 24 roku życia 4,2%, od 25 do 44 lat – 30,6%, od 45 do 64 – 37,5%, a powyżej osoby powyżej 65 lat – 12,5%. Średni wiek wyniósł 44 lata.